# Sengeløse Mose
Sengeløse Mose er et fredet moseområde nordøst for Sengeløse i Høje-Tåstrup Kommune. Den ligger i et landskab omgivet af marker, men med tæt bebyggelse og motorvej i nærheden ligger en række moser som perler på en snor lang, kendt som Vestegnens moser eller ”Sengeløse-ringen”.

## Landskabet
Moserne har ved istidens afslutning været søer, der over tusinder af år langsomt er groet til og siden har udviklet sig til de nuværende lavmoser. I moserne findes kalkholdige muslingeskaller, der er grundlaget for de specielle plantesamfund, kalkoverdrev og kalkkær, som findes visse steder i moserne.
Sengeløse Mose er ca. 2 km lang og afvandes af Sengeløse Å og Hakkemose Grøft, der har afløb fra mosens nordøstlige ende og som løber ud i Nymølle Å
Moserne er Sengeløse Mose, Vasby Mose, Porsemosen og Høholmmosen. Moserne har tidligere været udnyttet til græsning og høslet samt tørvegravning under og efter krigen.
Moserne har betydning som levested og spredningsvej for dyr. Det er ikke så nemt at komme ind i moseområdet, idet de fleste arealer er privatejede, men vandre- og cykelsti er under etablering ved siden af moserne.
Den udgør sammen med Vastrup Mose Natura 2000-område  nr. 140 Vasby Mose og Sengeløse Mose.

## Fredning
I Sengeløse Mose er ca. 77 hektar fredet første gang i 1968 og igen i 2007.
Formålet med fredningen er bl.a. at bevare og forbedre mulighederne for den sjældne kalkoverdrevsflora, og at åbne for at befolkningen nemmere får adgang til det samlede moseområde gennem etablering af en natursti.